# Bitka pri otoku Valcour
Bitka pri otoku Valcour, znana tudi kot bitka v zalivu Valcour, je bila pomorska bitka, ki se je odvijala 11. oktobra 1776 na jezeru Champlain. Glavno dogajanje se je odvijalo v zalivu Valcour, ozkem prelivu med celino države New Yorka in otokom Valcour. Bitka se na splošno šteje za eno prvih pomorskih bitk ameriške revolucionarne vojne in eno prvih, ki jo je vodila kontinentalna mornarica. Večino ladij v ameriški floti pod poveljstvom Benedicta Arnolda so zajele ali uničile britanske sile pod splošnim vodstvom generala Guya Carletona. Vendar pa je ameriška obramba jezera Champlain ustavila britanske načrte za dosego zgornje doline reke Hudson.
Kontinentalna vojska se je junija 1776 umaknila iz Quebeca v Fort Ticonderoga in Fort Crown Point, potem ko so bile britanske sile močno okrepljene. Poletje 1776 so preživeli v utrjevanju teh utrdb in gradnji dodatnih ladij za povečanje majhne ameriške flote, ki je že bila na jezeru. Carleton je imel vojsko 9.000 mož v Fort Saint-Jean, vendar je moral zgraditi floto, da bi jo prepeljal po jezeru. Američani so med umikom bodisi vzeli bodisi uničili večino ladij na jezeru. Do začetka oktobra je bila britanska flota, ki je bila bistveno močnejša od ameriške, pripravljena za izplutje.
11. oktobra je Arnold zvabil britansko floto na položaj, ki ga je skrbno izbral, da bi omejil njihove prednosti. V bitki, ki je sledila, je bilo veliko ameriških ladij poškodovanih ali uničenih. Tisto noč se je Arnold s pomočjo ameriške flote izmuznil mimo britanske, s čimer se je začel umik proti Crown Pointu in Ticonderogi. Neugodno vreme je oviralo ameriški umik in več ladij flote je bilo bodisi zajetih bodisi nasedlih in požganih, preden so lahko dosegle Crown Point. Po prihodu v Crown Point je Arnold dal požgati zgradbe utrdbe in se umaknil v Ticonderogo.
Britanska flota je vključevala štiri častnike, ki so kasneje postali admirali v Kraljevi mornarici: Thomas Pringle, James Dacres, Edward Pellew in John Schank. Zaliv Valcour, prizorišče bitke, je zdaj nacionalni zgodovinski spomenik, prav tako USS Philadelphia (1776), ki se je potopila kmalu po bitki 11. oktobra in je bila dvignjena leta 1935. Podvodno najdišče USS Spitfire (1776), odkrito leta 1997, je na nacionalnem registru zgodovinskih krajev.

## Bojni red
| Ladja (tip, topovi) | Poveljnik                                        | Opombe                                                                            |
| --- | ------------------------------------------------ | --------------------------------------------------------------------------------- |
| Enterprise\|1775\|2 (sloop, 12) | James Smith                                      | Bolniška ladja, pobegnila                                                         |
| Royal Savage\|1775\|2 (schooner, 12) | David Hawley                                     | Nasedla in zgorela 11. oktobra                                                    |
| Trumbull\|1776\|2 (veslaška galeja, 10) | Seth Warner (leva zastava, Edward Wigglesworth)  | Pobegnila Pred splovitvijo imenovana Schuyler Imenovana tudi Trumble              |
| Washington\|1776\|2 (veslaška galeja, 11) | John Thatcher (desna zastava, David Waterbury)   | Poškodovana 11. oktobra Zajeta 13. oktobra                                        |
| Revenge\|1776\|2 (schooner, 8) | Isaac Seamon                                     | Pobegnila                                                                         |
| Congress\|1776\|2 (veslaška galeja, 8) | James Arnold (admiralska ladja, Benedict Arnold) | Nasedla in zgorela 13. oktobra                                                    |
| Lee\|1776\|} (veslaška galeja, 6) | Kapitan Daviss                                   | Nasedla 13. oktobra Ponovno zajeta s strani Britancev                             |
| Boston\|1776\|2 (gundalow, 3) | Kapitan Sumner                                   | Nasedla in zgorela 13. oktobra                                                    |
| Connecticut (gundalow, 3) | Joshua Grant                                     | Nasedla in zgorela 13. oktobra                                                    |
| Jersey (gundalow, 3) | Kapitan Grimes                                   | Zapuščena 13. oktobra Ponovno zajeta s strani Britancev Imenovana tudi New Jersey |
| New Haven\|1776\|2 (gundalow, 3) | Samuel Mansfield                                 | Nasedla in zgorela 13. oktobra                                                    |
| New York\|1776\|2 (gundalow, 3) | Kapitan Lee                                      | Top eksplodiral Pobegnila Pred splovitvijo imenovana USS Success                  |
| Philadelphia\|1776\|2 (gundalow, 3) | Benjamin Rue                                     | Potonila 11. oktobra Dvignjena 1935                                               |
| Providence\|1776 gundalow\|2 (gundalow, 3) | Isaiah Simonds                                   | Potonila 13. oktobra                                                              |
| Spitfire\|1776 gunboat\|2 (gundalow, 3) | Philip Ulmer                                     | Potonila 12. oktobra blizu otoka Schuyler; razbitina najdena leta 1997            |
| Opisi in razporeditve ladij (vendar ne kapitanov) so navedeni v Silverstone (2006), str. 15–16, razen če je navedeno drugače. Vsi kapitani ladij so navedeni. |                                                  |                                                                                   |

| Ladja (tip, topovi) | Poveljnik                                                      | Opombe                                                                      |
| --- | -------------------------------------------------------------- | --------------------------------------------------------------------------- |
| HMS Inflexible (ladijska šlupa, 22) | John Schank                                                    | Sodeloval v kasnejših fazah bitke                                           |
| HMS Thunderer (radeau, 18) | George Scott                                                   | Ni sodeloval v glavni akciji                                                |
| HMS Maria (škuna, 14) | John Starke (admiralska ladja, Thomas Pringle in Guy Carleton) | Ni sodeloval v glavni akciji                                                |
| HMS Carleton (škuna, 12) | James Dacres                                                   | Močno poškodovan 11. oktobra                                                |
| HMS Loyal Convert (gundalow, 7) | Edward Longcroft                                               | Imenovan tudi Royal Convert ali Loyal Consort                               |
| 28 neimenovanih topnjač z 1 topom | neznano                                                        | Ena uničena 11. oktobra; več drugih poškodovanih in dve potopljeni po bitki |
| Opisi in razporeditve ladij so iz Nelson (2006), str. 33. Upoštevajte, da od zgodnjih začetkov ameriške mornarice ni bilo standardne metode sklicevanja na ladje ameriške mornarice do leta 1907, ko je predsednik Theodore Roosevelt izdal izvršni ukaz 549 dne 8. januarja, ki določa, da se vse ladje ameriške mornarice imenujejo "Ime takega plovila, pred katerim so besede, Ladja Združenih držav, ali črke U.S.S., in nobene druge besede ali črke". |                                                                |                                                                             |